# Chờ mùa xuân xanh
Chờ mùa xuân xanh (Hangul: 멀리서보면푸른봄; Romaja: Meolriseo Bomyun Pooreun Bom; tên quốc tế: At A Distance, Spring Is Green) là một bộ phim truyền hình Hàn Quốc được phát sóng trên đài KBS2 vào năm 2021 với sự góp mặt của Park Ji-hoon, Kang Min-ah, Bae In-hyuk. Bộ phim phát sóng từ ngày 14 tháng 6 lúc 19h30 (VN) thứ 2 & thứ 3 hàng tuần trên đài KBS2 và cũng sẽ có sẵn để phát trực tuyến quốc tế trên Viki và iQiyi (dành riêng cho các nước khu vực Đông Nam Á).

## Tóm tắt nội dung
Phim được chuyển thể từ webtoon cùng tên với chủ đề "Đời là hài kịch nếu nhìn từ xa và là bi kịch nếu nhìn gần", kể về những éo le và mâu thuẫn của những sinh viên đại học đang phải vật lộn để đối mặt với thế giới khó khăn, đầy khắc nghiệt. Yeo Jun (Park Ji Hoon thủ vai), nam sinh viên năm nhất khoa quản trị kinh doanh trường đại học Myeongil. Mặc dù Yeo Jun có vẻ ngoài hấp dẫn và xuất thân từ gia đình giàu có, nhìn bên ngoài mọi người sẽ đầy ngưỡng mộ nhưng cậu ấy lại mang trong mình nhiều nỗi niềm. Đúng như tên tiêu đề bộ phim "nếu như nhìn từ xa thì đó là một mùa xuân xanh", câu chuyện về cuộc đời nếu nhìn từ xa thì đó mà một màu hồng và khi nhìn lại gần thì lại là một gam màu tối. Tuổi đôi mươi chính là thời điểm mà con người nên trải qua thời kỳ tươi đẹp nhưng cũng cho thấy sự đơn độc để tồn tại trong cuộc sống này. Từ đó nhắc nhở mỗi ta phải sống một cuộc đời xuân xanh sao cho thật ý nghĩa trong cuộc đời để không phải hối tiếc.

## Diễn viên

### Vai chính
- Park Jihoon vai Yeojun  [4][5]

Sinh viên năm nhất khoa quản trị kinh doanh trường Đại học Myeongil. Anh ấy có tất cả từ vẻ ngoài điển trai đến gia thế giàu có và sự hoà đồng tuyệt vời. Tuy nhiên, là người chịu nhiều tổn thương từ chính gia đình của mình. Cậu vướng vào những rắc rối kì lạ với các tiền bối của mình là So-bin và Soo-huyn, cậu đã cùng họ trải nghiệm và trưởng thành. Những cung bậc cảm xúc kì lạ bắt đầu nảy sinh từ đây.
- Kang Min-ah vai Kim So-bin  [6][7]

Sinh viên năm 3 khoa quản trị kinh doanh Đại học Myeongil. Một sinh viên bình thường, mang theo những thất vọng vì luôn nỗ lực nhưng kết quả đem lại không hề như mong muốn. Trong mắt mọi người, cô không có gì nổi bật, nhút nhát nhưng luôn sống chăm chỉ hơn bất kì ai khác. Cô nàng xinh đẹp, nhí nhảnh Kim So-Bin do Kang Min Ah đảm nhận là bạn cùng lớp với Soo Hyun. Từ cô gái luôn chăm chỉ ấy lúc nào cũng toát lên vẻ chân thành. Sau khi cha mẹ ly hôn, So Bin đã sống với cha mình và luôn nỗ lực hết mình để vượt lên hoàn cảnh.
- Bae In-hyuk vai Nam Soo-hyun [8][9]

Sinh viên năm 3 khoa quản trị kinh doanh Đại học Myeongil. Trái ngược với Yeo Jun, Soo-hyun với thành tích học tập xuất sắc, dù rất thông minh, cầu toàn nhưng anh ấy đang gặp khó khăn về tài chính. Một người có tính cách lạnh lùng, thiết lập những mối quan hệ đối lập với mọi người xung quanh, không hề mở lòng với bất kì ai. Soo Hyun làm nhiều công việc bán thời gian khác nhau để nuôi sống bản thân và gia đình gồm mẹ và em trai của anh ấy. Sống trong hoàn cảnh đó khiến Soo Hyun hay hoài nghi với mọi người. Tuy nhiên, từ khi gặp YeoJun và So-bin, cuộc sống của anh liền thay đổi chóng mặt.  Nam Soo Hyun và Yeo Jun, hai chàng trai có tính cách trái ngược nhau, bất ngờ trở thành bạn của nhau khi cùng thực hiện một dự án.

### Vai phụ[10]
- Choi Jung-woo vai Hong Chan-Ki [11][12][13]

Mối tình đơn phương lâu năm của Kim So-bin và người bạn thanh mai trúc mã 15 năm. Là một tay chơi và có năng lượng tươi sáng, tích cực.
- Kwon Eun-bin vai Wang Young-ran [11][14]

Với sức hút và tính cách dễ gần từ khi sinh ra, cô là nữ hoàng của ký túc xá trường Đại học Myeongil. Mặc dù có vẻ luôn vui vẻ, người bạn lớn tuổi nhất của cô ấy, Nam Soo-Hyun biết bí mật về những lo lắng thực sự của cô ấy trong góc trái tim cô ấy.
- Woo Da-vi vai Gong Mi-joo [11][15]

Một vẻ đẹp nổi bật và đầy màu sắc nhưng kiêu kỳ và nhạy cảm, tính cách nhạy cảm và gai góc của cô ấy khiến những rắc rối lớn nhỏ đều xảy ra

#### Gia đình Yeo-jun
- Na In-woo vai Yeo Jun-wan [16]

Anh trai của Yeo Joon. Một thiên tài và là giáo sư trẻ nhất tại trường đại học. Anh ấy là một người rất lý trí trong các quyết định, lời nói và hành động của mình.
- So Hee-jung vai Cha Jung-joo [17]

Mẹ của Yeojun và mẹ của Yeo Jun-wan. Dù là vợ của một gia đình giàu có nhưng bên trong cô ấy lại ẩn chứa rất nhiều sự giận dữ phức tạp và mãnh liệt. Một người phụ nữ lạnh lùng với tình yêu bản thân mạnh mẽ hơn tình mẫu tử.
- Kim Hyeong-mook vai Yeo Myeong-hoon [18]

Bố của Yeojun và Yeo Joon-wan. Một doanh nhân thành đạt xuất thân trong một gia đình ưu tú.

#### Gia đình Nam Soo-hyun
- Kim Soo-kyeom vai Nam Gu-hyeon [19]

Em trai của Nam Soo-hyun. Một sinh viên đang học cho kỳ thi công chức của mình.

#### Đại học Myeongil
- Bin Chan-wook vai Jung-bum
- Shin Su-hyun vai Park Hye-Ji [20]

Một sinh viên thích đi chơi nhưng có thái độ sống hai mặt
- Lee Woo-je vai Han Jung-ho [21]

Một sinh viên năm cuối đại học theo sau Yeo-jun.
- Yoo In-soo vai Oh Chun-gook

Một sinh viên đại học thích buôn chuyện và tung tin đồn.
- Yoon Jung-hoon  vai Ko Sang-tae  [22]

Bạn cùng lớp thời trung học và đại học của Yeojun.
- Cha Chung-hwa vai Giáo sư Song

Giáo sư Quản trị Kinh doanh tại Đại học Myongil, bà là một người độc đoán. Lạnh lùng và lý trí. Bà không hiểu giáo sư Park muốn hòa đồng với học sinh. Tin rằng trường học là một chiến trường của sự cạnh tranh không phải là một sân chơi của sự lãng mạn.

## Phát sóng quốc tế
Bộ phim được phát sóng trên ứng dụng xem phim trực tuyến Viki và  iQIYI với phụ đề đa ngôn ngữ tại Đông Nam Á, Đài Loan, Hồng Kông và Ma Cao.

## Nhạc phim

### Phần 1
| Phát hành 15 tháng 6 năm 2021 | Phát hành 15 tháng 6 năm 2021 | Phát hành 15 tháng 6 năm 2021 | Phát hành 15 tháng 6 năm 2021 | Phát hành 15 tháng 6 năm 2021 | Phát hành 15 tháng 6 năm 2021 |
| STT                           | Nhan đề                       | Phổ lời                       | Phổ nhạc                      | Nghệ sĩ                       | Thời lượng                    |
| ----------------------------- | ----------------------------- | ----------------------------- | ----------------------------- | ----------------------------- | ----------------------------- |
| 1.                            | "Bom Bom Bom" (봄봄봄)        | Roy Kim                       | Roy Kim Bae Young-kyung       | Punch (ca sĩ)                 | 3:58                          |

### Phần 2
| Phát hành 22 tháng 6 năm 2021 | Phát hành 22 tháng 6 năm 2021 | Phát hành 22 tháng 6 năm 2021 | Phát hành 22 tháng 6 năm 2021     | Phát hành 22 tháng 6 năm 2021 | Phát hành 22 tháng 6 năm 2021 |
| STT                           | Nhan đề                       | Phổ lời                       | Phổ nhạc                          | Nghệ sĩ                       | Thời lượng                    |
| ----------------------------- | ----------------------------- | ----------------------------- | --------------------------------- | ----------------------------- | ----------------------------- |
| 2.                            | "Talk to me" (말만 해)        | Famous Bro                    | Famous Bro HYMAX Seo Ji-eun Dante | Park Ji-hoon                  | 2:53                          |

### Phần 3
| Phát hành 29 tháng 6 năm 2021 | Phát hành 29 tháng 6 năm 2021      | Phát hành 29 tháng 6 năm 2021 | Phát hành 29 tháng 6 năm 2021 | Phát hành 29 tháng 6 năm 2021         | Phát hành 29 tháng 6 năm 2021 |
| STT                           | Nhan đề                            | Phổ lời                       | Phổ nhạc                      | Nghệ sĩ                               | Thời lượng                    |
| ----------------------------- | ---------------------------------- | ----------------------------- | ----------------------------- | ------------------------------------- | ----------------------------- |
| 3.                            | "We Will Be Not All Together" (품) | paulkyte                      | paulkyte APICKS               | Rothy (로시) & Han Seung Yun (한승윤) | 4:21                          |

### Phần 4
| Phát hành 6 tháng 7 năm 2021 | Phát hành 6 tháng 7 năm 2021 | Phát hành 6 tháng 7 năm 2021 | Phát hành 6 tháng 7 năm 2021 |
| STT                          | Nhan đề                      | Nghệ sĩ                      | Thời lượng                   |
| ---------------------------- | ---------------------------- | ---------------------------- | ---------------------------- |
| 4.                           | "Then & Now"                 | HUSKI                        | 3:41                         |

### Phần 5
| Phát hành 13 tháng 7 năm 2021 | Phát hành 13 tháng 7 năm 2021 | Phát hành 13 tháng 7 năm 2021 | Phát hành 13 tháng 7 năm 2021 |
| STT                           | Nhan đề                       | Nghệ sĩ                       | Thời lượng                    |
| ----------------------------- | ----------------------------- | ----------------------------- | ----------------------------- |
| 5.                            | "Way " (봄)                   | Chancellor (챈슬러)           | 4:05                          |

## Tỷ suất người xem
| Tập | Ngày phát sóng      | Tỷ lệ người xem trung bình (AGB Nielsen) |
| Tập | Ngày phát sóng      | Toàn quốc                                |
| --- | ------------------- | ---------------------------------------- |
| 1 | 14 tháng 6 năm 2021 | 2.6%                                     |
| 2 | 15 tháng 6 năm 2021 | 2.2%                                     |
| 3 | 21 tháng 6 năm 2021 | 2.0%                                     |
| 4 | 22 tháng 6 năm 2021 | 2.4%                                     |
| 5 | 28 tháng 6 năm 2021 | 1.8%                                     |
| 6 | 29 tháng 6 năm 2021 | 2.4%                                     |
| 7 | 5 tháng 7 năm 2021  | 1.6%                                     |
| 8 | 6 tháng 7 năm 2021  | 2.2%                                     |
| 9 | 12 tháng 7 năm 2021 | 2.0%                                     |
| 10 | 13 tháng 7 năm 2021 | 2.0%                                     |
| 11 | 19 tháng 7 năm 2021 | 1.5%                                     |
| 12 | 20 tháng 7 năm 2021 | 2.2%                                     |
| Trung bình | Trung bình          | 2.07%                                    |
| - Trong bảng trên đây, số màu xanh biểu thị cho tỷ lệ người xem thấp nhất và số màu đỏ biểu thị cho tỷ lệ người xem cao nhất. |                     |                                          |

## Tham Khảo
1. ↑  "'멀리서 보면 푸른 봄', 6월14일 첫방...캠퍼스판 '미생'".
2. ↑  "Park Ji Hoon, Kang Min Ah, And Bae In Hyuk Are In Sync With Webtoon Counterparts In New Drama Teaser".
3. ↑  "Park Ji Hoon And Kang Min Ah Hint At Exciting Campus Romance In "At A Distance Spring Is Green"".
4. ↑  "[단독]박지훈, 웹툰원작 '멀리서 보면 푸른 봄' 주연 확정…대학판 미생 그려낸다".
5. ↑  "Park Ji Hoon Transforms Into A Handsome College Student In New Drama Based On Popular Webtoon".
6. ↑  "Kang Min Ah Is A Relatable College Student In Upcoming Webtoon-Based Drama With Park Ji Hoon".
7. ↑  "'멀리서 보면 푸른 봄' 강민아X배인혁, 달콤씁쓸 청춘의 그림자".
8. ↑  "'멀리서 보면 푸른 봄' 이신영→배인혁…"스케줄 문제"".
9. ↑  "Bae In Hyuk Transforms Into A Perfectionist College Student In Upcoming Drama With Park Ji Hoon".
10. ↑  "'멀리서 보면 푸른 봄' 권은빈X우다비X최정우, 3人3色의 청춘들..풍성한 캠퍼스 라이프".
11. 1 2 3  "CLC's Eunbin, Woo Davi, And Choi Jung Woo Shine Bright With Youthful Energy In Upcoming Campus Drama".
12. ↑  "[공식] 최정우, '멀리서 보면 푸른 봄' 캐스팅..박지훈과 호흡".
13. ↑  "최정우, '멀리서 보면 푸른 봄' 출연…강민아 첫사랑 役".
14. ↑  "권은빈 출연확정, '멀리서 보면 푸른 봄' 어떤 드라마?".
15. ↑  "우다비, KBS2 '멀리서 보면 푸른 봄' 주연으로 합류…박지훈과 호흡".
16. ↑  "Na In Woo To Appear In New Drama "At A Distance Spring Is Green" As Park Ji Hoon's Brother".
17. ↑  "소희정 '멀리서 보면 푸른 봄', 박지훈과 모자 호흡".
18. ↑  "[공식] '빈센조' 김형묵, '멀리서 보면 푸른 봄' 박지훈 父 된다".
19. ↑  "신예 김수겸, '멀리서 보면 푸른 봄' 출연…배인혁과 형제 호흡".
20. ↑  "신수현, KBS '멀리서 보면 푸른 봄' 캐스팅…박지훈과 호흡[공식]".
21. ↑  "이우제, '멀리서 보면 푸른 봄' 캐스팅".
22. ↑  "'멀리서 보면 푸른 봄' 강민아X배인혁, 달콤씁쓸 청춘의 그림자".
23. ↑  "Nielsen Korea". AGB Nielsen Media Research (bằng tiếng Hàn). Truy cập ngày 22 tháng 2 năm 2020.